# Heather Kozar
Karen McDougal Jodi Ann Paterson
Heather Kozar est une playmate, désignée playmate du mois de janvier 1998 (photographiée par Richard Fegley) puis playmate de l'année 1999 par le magazine Playboy.
Elle a été mannequin dans le jeu télévisé quotidien The Price is Right.

## Apparitions dans les numéros spéciaux dePlayboy
- Playboy's Sexy 100, février 2003
- Playboy's Nude Playmates, avril 2001 - pages 38–41
- Playboy's Book of Lingerie Vol. 75, septembre 2000
- Playboy's Celebrating Centerfolds Vol. 5, juin 2000
- Playboy's Nudes, décembre 1999 - pages 52–53
- Playboy's Book of Lingerie Vol. 70, novembre 1999
- Playboy's Voluptuous Vixens Vol. 3, octobre 1999
- Playboy's Book of Lingerie Vol. 69, septembre 1999
- Playboy's Playmate Review Vol. 15, août 1999 - couverture, pages 1, 4-13
- Playboy's Book of Lingerie Vol. 55, mai 1997 - couverture
- Playboy's Lingerie Model Search, février 1997